# Ma-10
La Ma-10 (antigua C-710) es una carretera de Mallorca, en España, que atraviesa la Sierra de Tramontana de punta a punta.
Va de Andrach a Pollensa y pasa por Estellenchs, Bañalbufar, Valldemosa, Deyá, Sóller, Fornaluch y Escorca.
Su gestión y mantenimiento es competencia del Consejo Insular de Mallorca.

## Origen y destino
La Ma-10 comienza en Andrach, en el cruce entre la autopista de Poniente y la Avenida Luis Alemany. Finaliza en Pollensa, en la intersección con la Ma-2200.

## Galería

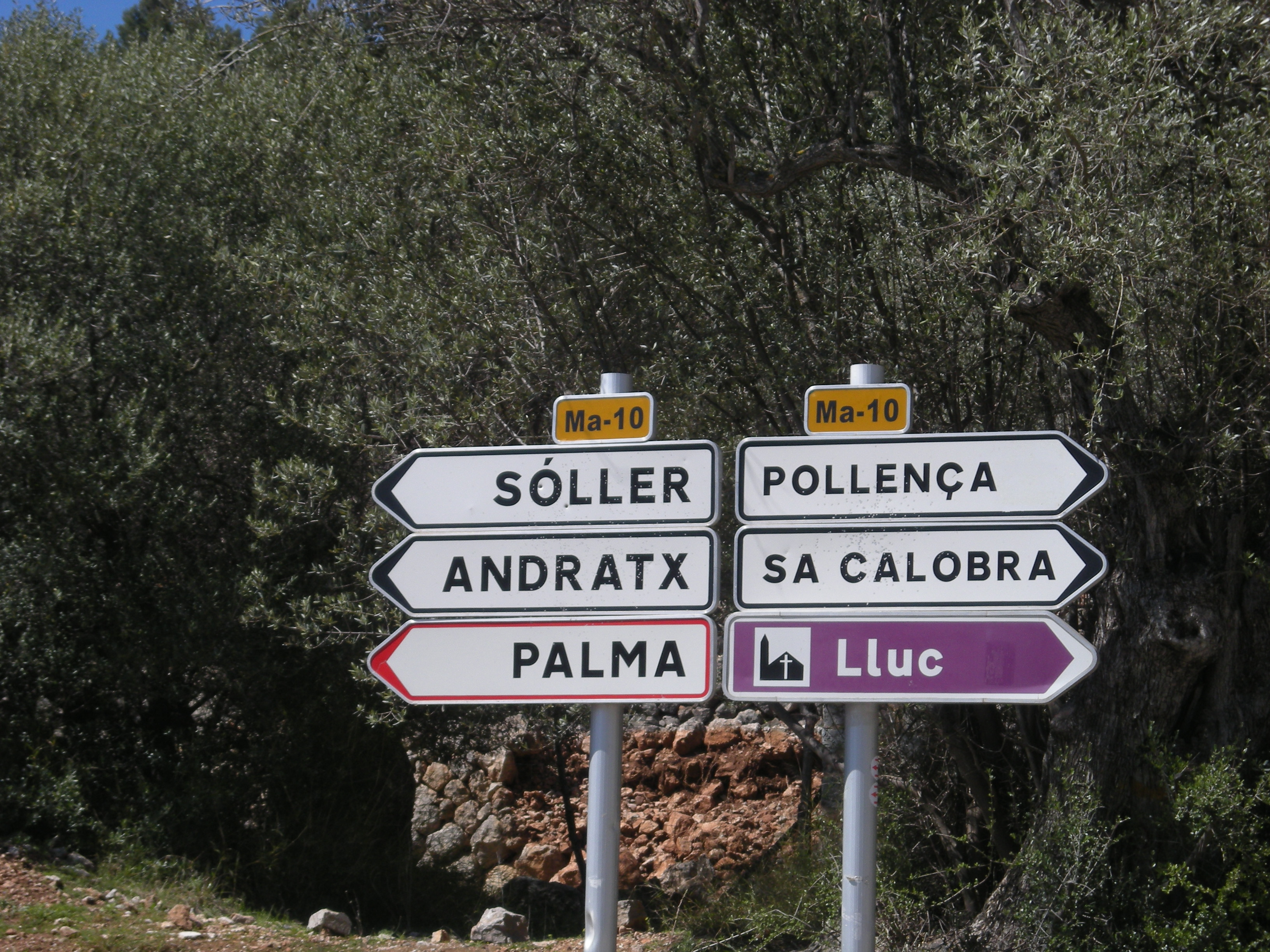
La Ma-10 en el cruce de Fornaluch.
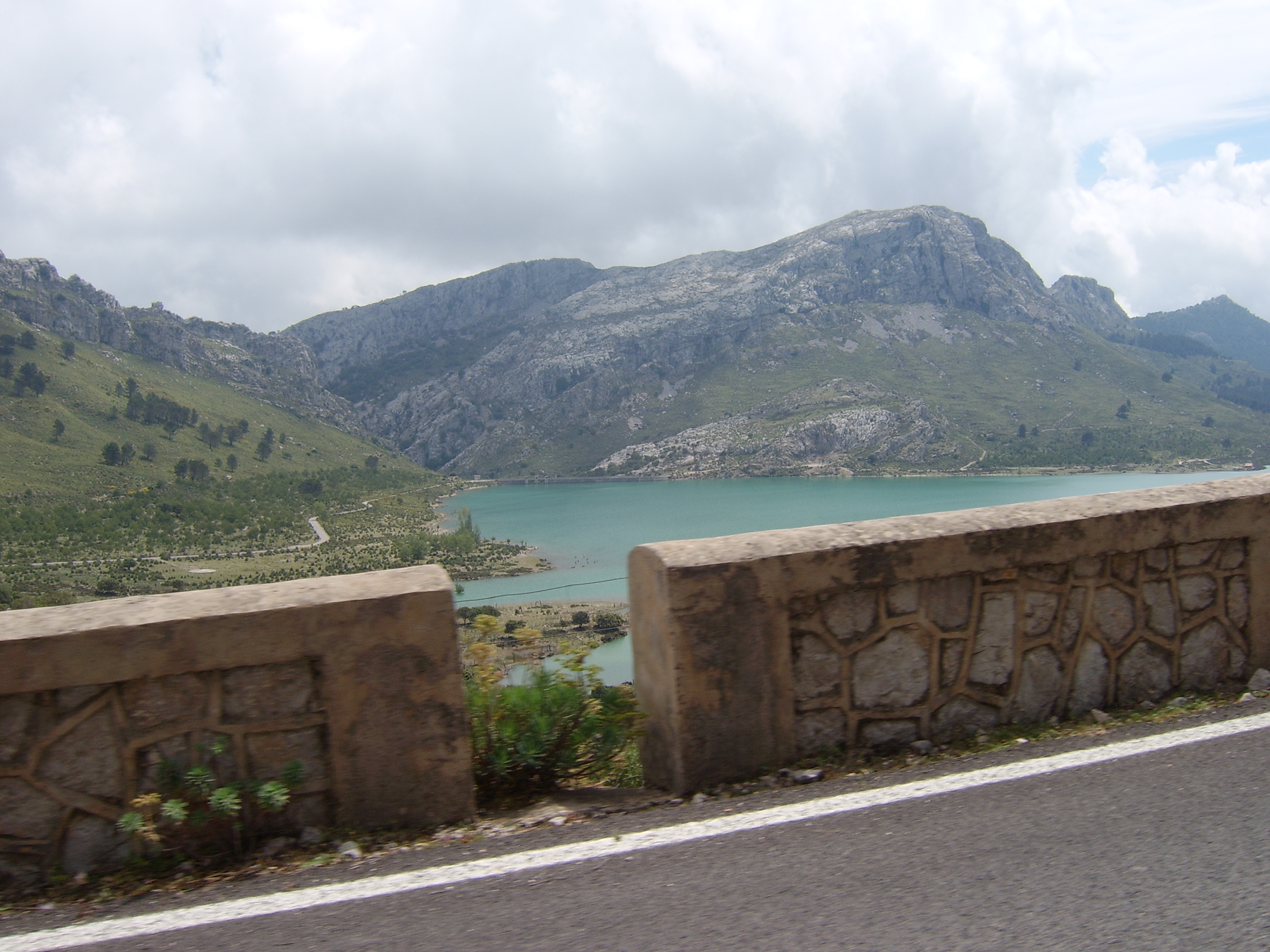
Ma-10 con la Sierra de Tramontana al fondo.
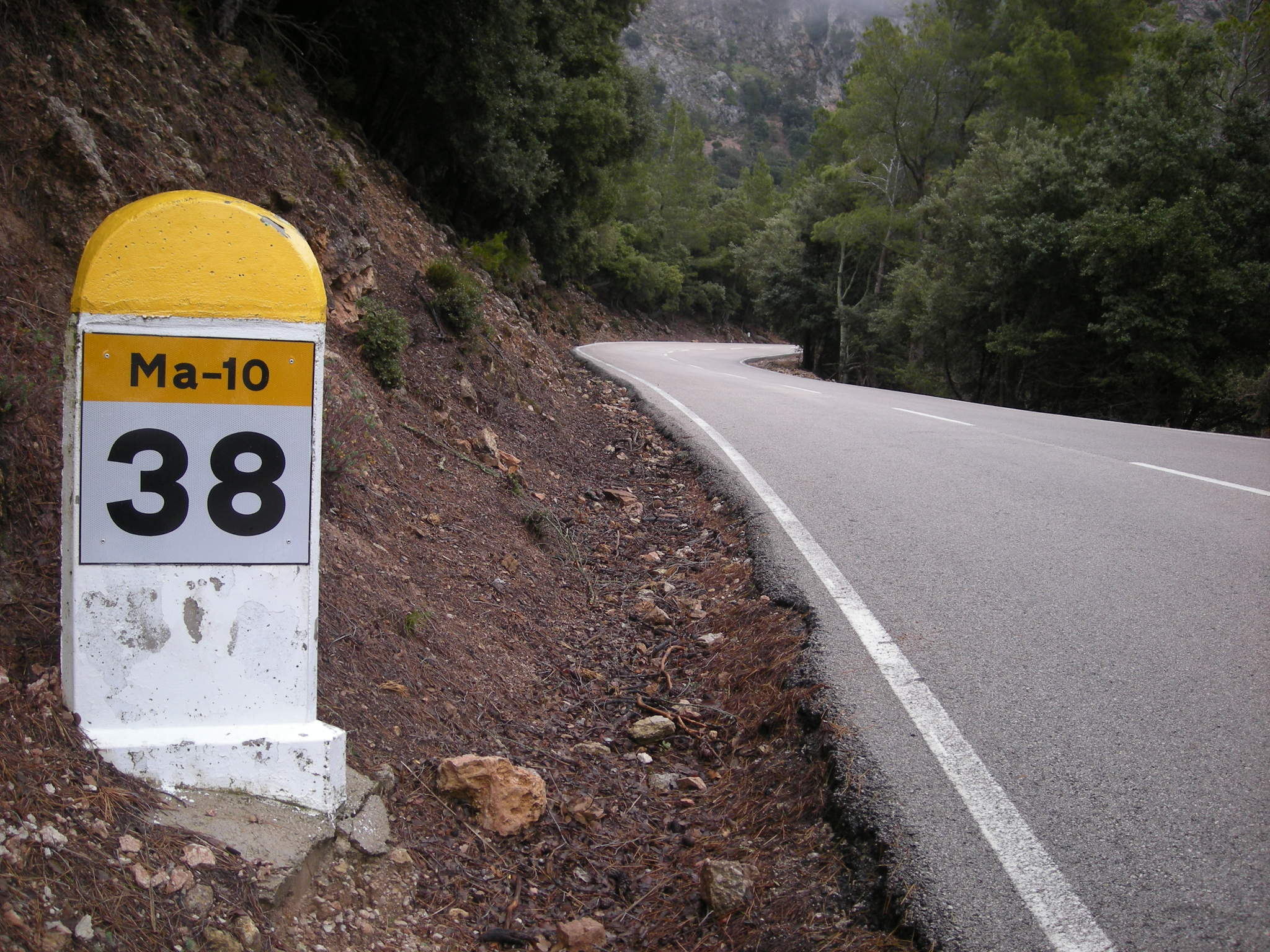
Kilómetro 38, entre Sóller y Escorca, a la altura de la Coma de n'Arbona.
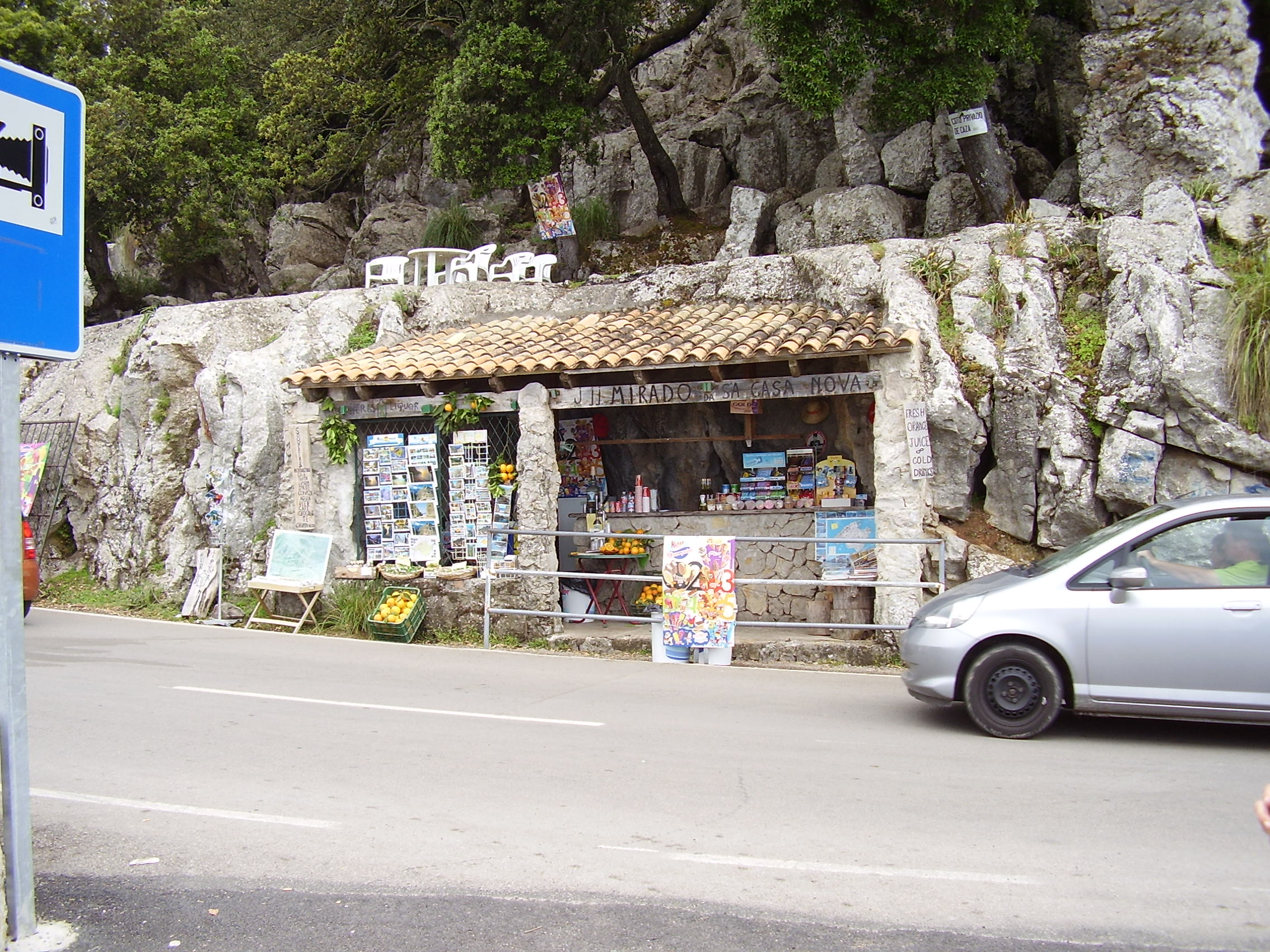
Mirador en la Ma-10.